# Crystal Castles (Computerspiel)
Crystal Castles ist ein Arcade-Spiel, das 1983 von Atari hergestellt wurde. Es wird mit einem Trackball gesteuert und erinnert an Pac-Man, hat aber eine isometrische Ansicht. Das Spiel wurde auf diverse Heimcomputer und die Spielkonsole Atari 2600 portiert.

## Spielablauf
Der Spieler steuert einen Bären namens Bentley Bear und muss in einem dreidimensionalen Schloss Edelsteine aufsammeln, indem er über sie läuft. Zur Steuerung diente in der Arcade-Version ein Trackball. Wenn alle Edelsteine aufgesammelt sind, gelangt man in den nächsten Level. Es gibt einige Gegner, die selber Steine aufsammeln und über die man per Knopfdruck fliegen kann. Es gibt Treppen, Aufzüge, Tunnel als Abkürzungen und unsichtbare Teleporter. Das Spiel besteht aus zehn Levels, die ersten 9 mit je vier Schlössern, Level 10 ist nur ein einziges Schloss.

### Gegner
- Hexe Mathilda (zum Töten muss die Spielfigur einen Hut finden)
- wandelnde Bäume
- Skelette
- Geister
- Bälle
- Bienen (wenn man Honig isst)

## Bedeutung und Besonderheiten
Das Spiel war sehr beliebt und erfolgreich.
- Wenn Bentley Bear ein Leben verliert, erscheinen je nach Restanzahl unterschiedliche Sprechblasen, wie in einem Comic (BYE, OH-NO oder OUCH).
- Die Highscore-Initialen erscheinen als Block-Grafik im nächsten Spiel.
- Sämtliche Musik war klassisch (Nussknacker-Suite und 1812 Ouvertüre von Tschaikowski, Mephisto-Walzer von Liszt).
- Das Spiel war so erfolgreich, dass es Umbau-Kits für andere Arcade-Geräte gab.

## Portierungen
- Apple II (Atarisoft)
- Atari 2600 (1984)
- Commodore 64 (1984) – 2 Versionen (Atarisoft, Thundervision)
- TRS-80 (1984) wie Crystle Castles[1]
- Atari ST (1986, Atari) – portiert von Andromeda Software
- Acorn Electron
- Amstrad CPC (1986, U.S. Gold) – portiert von Andromeda Software
- BBC Micro (1986, U.S. Gold)
- ZX Spectrum (1986, U.S. Gold) – monochrome Grafik, portiert von Andromeda Software[2]
- Atari Heimcomputer (1988) – seltene XE-Cartridge
- Playstation (1998/2001)
- PC-DOS (2000–2003)
- Windows als Teil der Atari: 80 Classic Games in One! (2003)
- PlayStation 2, Xbox als Teil der Atari Anthology (2004)
- Atari Flashback (2005)
- Nokia N-Gage (2006)